# Saint-Avit-Sénieur
Saint-Avit-Sénieur ist eine französische Gemeinde im Département Dordogne in der Region Nouvelle-Aquitaine. Die Ortschaft entwickelte sich im Schutz der befestigten Abtei, deutlich nach deren Gründung, und zählt 416 Einwohner (Stand 1. Januar 2022).

## Geografie
Saint-Avit-Sénieur liegt im Hügelland südlich der Dordogne etwa 35 Kilometer östlich von Bergerac, circa 50 Kilometer westlich von Sarlat-la-Canéda, in der Landschaft Périgord. Etwa 50 Kilometer westlich des Ortes führt die Via Lemovicensis bei Sainte-Foy-la-Grande über die Dordogne. Sie war eine der vier Hauptrouten des Jakobsweges nach Santiago de Compostela.

## Bevölkerungsentwicklung
| Jahr                       | 1962 | 1968 | 1975 | 1982 | 1990 | 1999 | 2007 | 2016 |
| Einwohner                  | 506  | 464  | 394  | 385  | 365  | 403  | 436  | 457  |
| Quellen: Cassini und INSEE |      |      |      |      |      |      |      |      |

## Sehenswürdigkeiten
Die massive romanische Kirche in der Ortsmitte ist der Überrest einer ehemaligen Benediktinerabtei. Seit 1998 ist die Kirche als Teil des Weltkulturerbe der UNESCO „Jakobsweg in Frankreich“ ausgezeichnet.
Das Kloster wurde an einer Stelle errichtet, an der zur Zeit der Merowinger (430–750) ein Eremit namens Avitus Senior lebte. Er war ein Soldat im Dienst des westgotischen Königs Alarich II., bevor er sich als Eremit zurückzog.

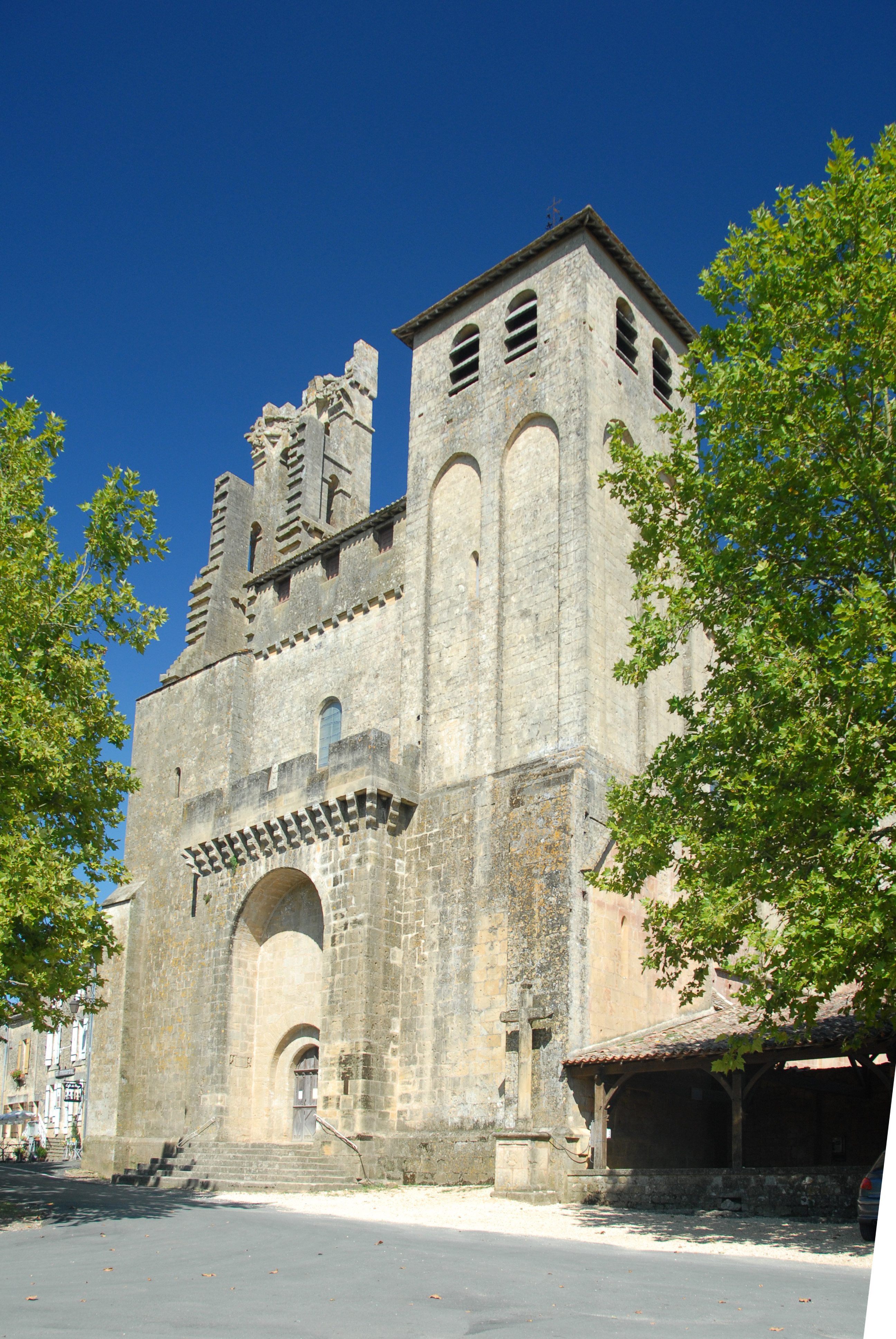
Westwerk der Abteikirche
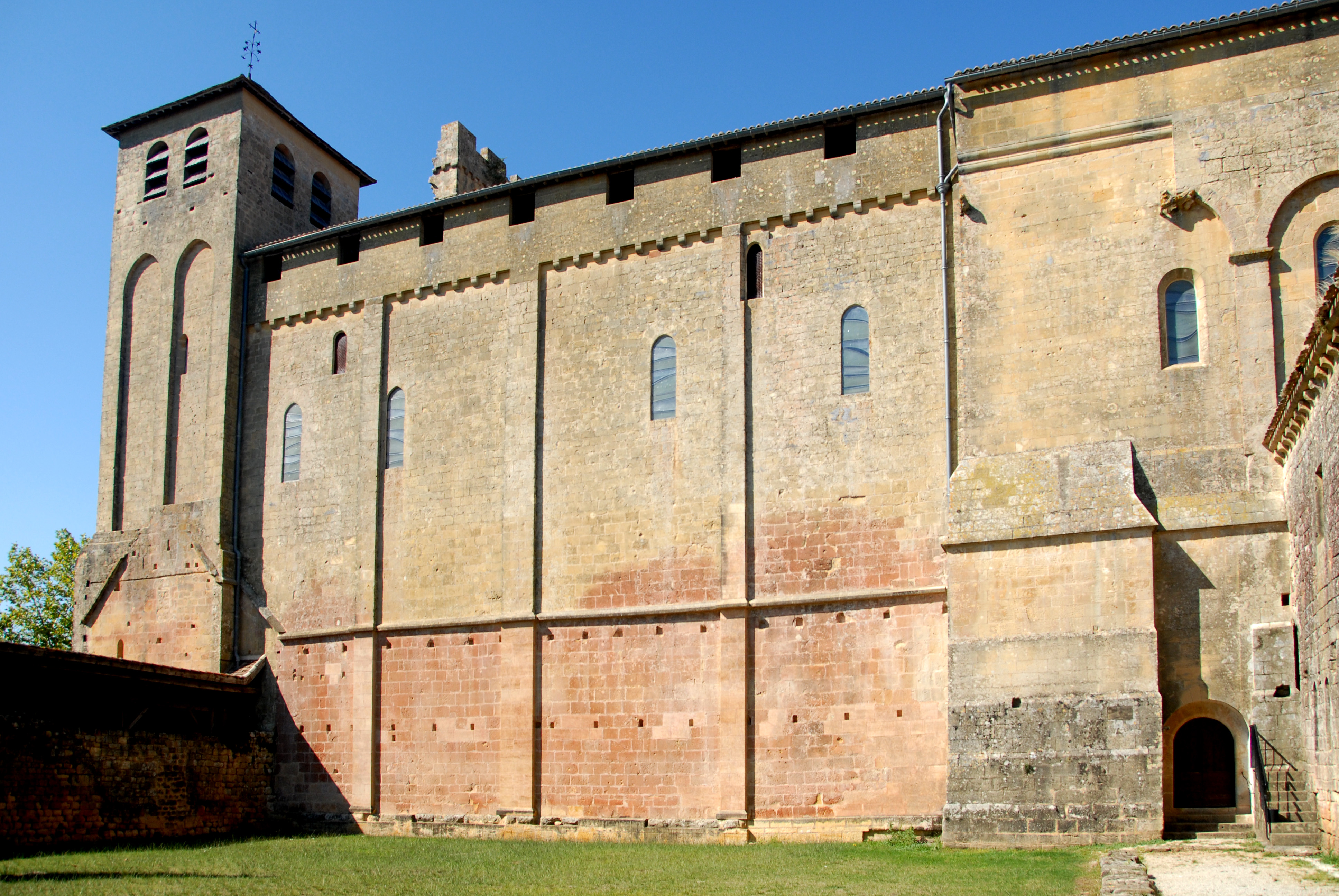
Abteikirche, Ansicht von Süden
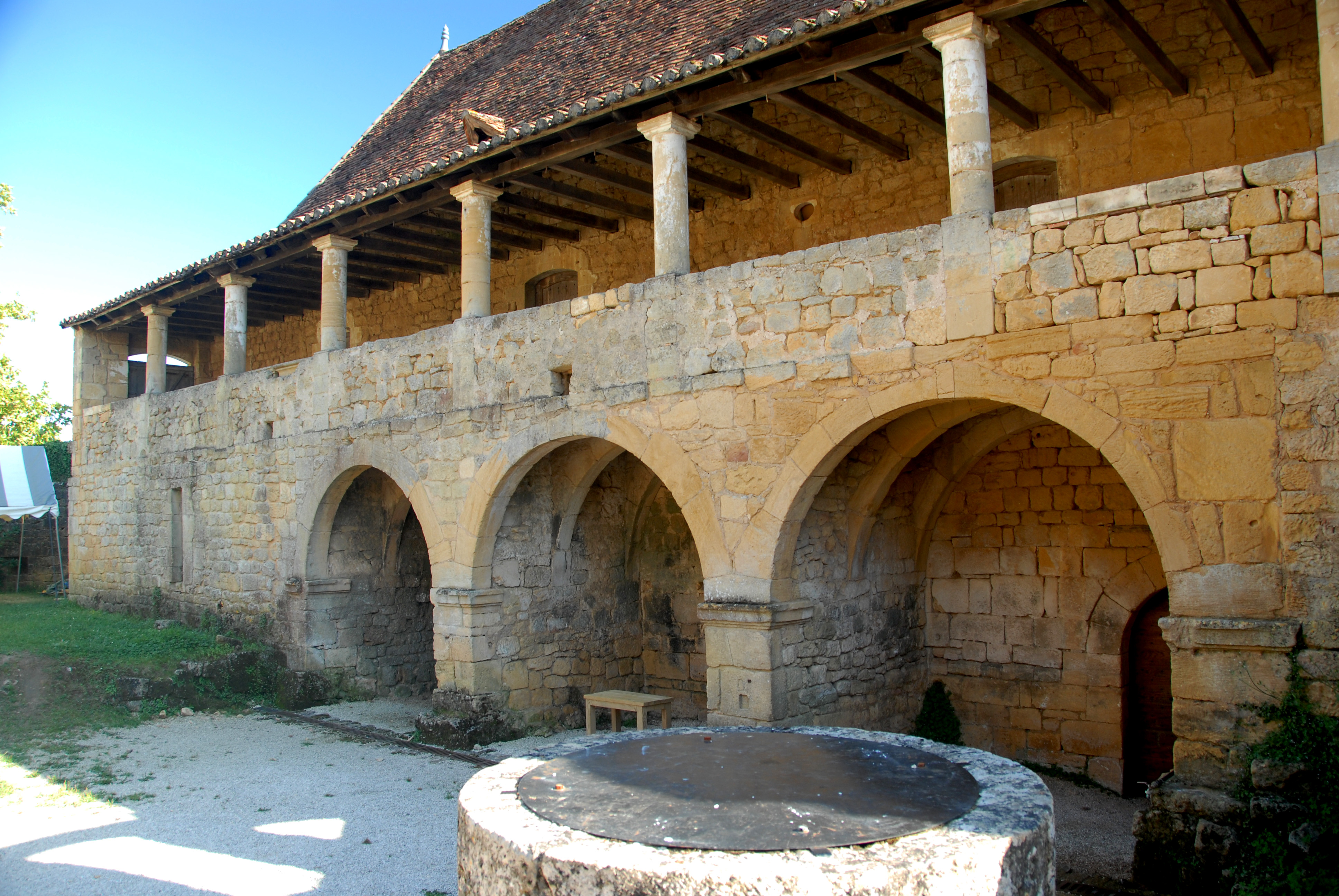
Altes Pfarrhaus
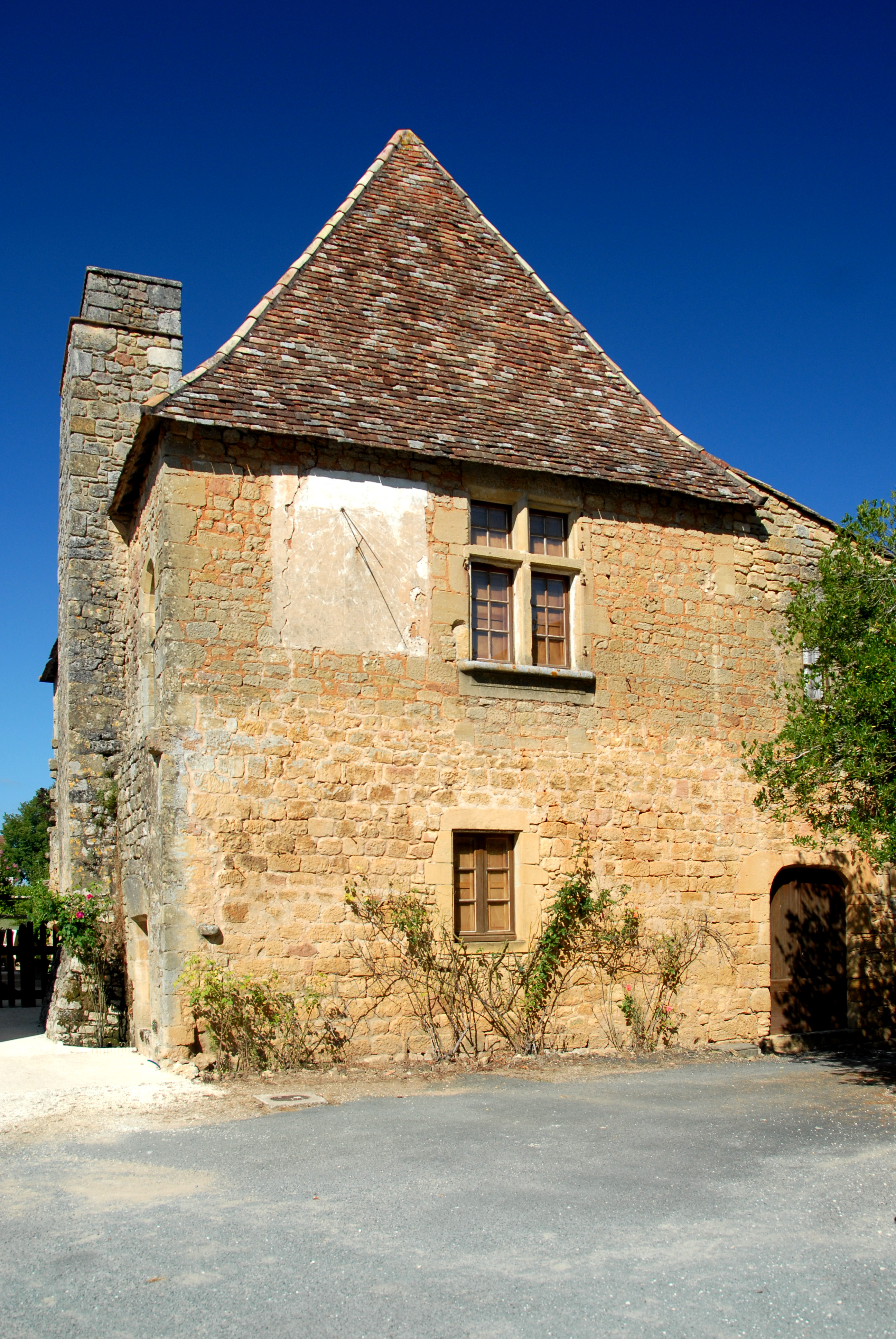
Häuser im Ortskern

Südlich des ehemaligen Priorates hat man bei archäologischen Ausgrabungen die Reste eines Augustinerklosters entdeckt. Freigelegt wurden dabei die Grundmauern der romanischen Kirche und deren Klostergebäude. Die Gebäude wurden in den Religionskriegen gänzlich zerstört.